# Stick Men
Stick Men je americká progresivní rocková superskupina. Základy skupiny byly položeny v roce 2007, kdy její frontman Tony Levin vydal album Stick Man, na němž z velké části na Chapman Stick. Své první album s názvem Soup skupina vydala v červnu 2010, o rok později následovalo EP Absalom. Druhé plnohodnotné album skupiny vyšlo v červnu 2012 pod názvem Open; později vyšlo další studiové album Deep a v lednu 2014 pak první koncertní album Power Play.

## Diskografie
- Soup (2010)
- Absalom (2011) – EP
- Open (2012)
- Deep (2013)
- Power Play (2014) – koncertní album
- Prog Noir (2016)